# Карчміт Михайло Олександрович

Карчміт Михайло Олександрович (*1 лютого 1949 — †22 травня 2004) — член Ради Республіки Національних зборів Республіки Білорусь (1996 - 2000). Член Комісії з регіональної політики (2000 - 2004). Голова агрокомбінату «Снов» у Несвізькому районі (1988 - 1996). Герой Білорусі.

## Біографія
Народився 1 лютого 1949 року в селі Радевці Молодечненського району Мінської області.
З 1967 по 1968 роки працював слюсарем на Мінському верстатобудівному заводі.
У період з 1968 по 1970 роки служив в радянській армії.
Після армії поступив у  Білоруський інститут механізації сільського господарства. У 1975 році закінчив інститут, отримавши спеціальність інженер-механік.
З 1975 по 1980 рік працював інженером, а потім головним інженером колгоспу «Ленінський шлях».
З 1980 по 1988 рік працював головою колгоспу «Світанок» у Несвізькому районі. 
З 1988 по 1996 — голова агрокомбінату «Снов».
З 1996 по 2000 — член Ради Республіки Національних зборів Республіки Білорусь.
З 2000 по 2004 член Комісії з регіональної політики.
Помер 22 травня 2004 року.

## Нагороди
- Медаль «В ознаменування 100-річчя з дня народження Володимира Ілліча Леніна».
- Орден «Знак Пошани» (1984).
- Почесне звання «Заслужений працівник сільського господарства Республіки Білорусь» (1994).[5]
- Державна премія Республіки Білорусь в галузі природничих наук (1998).[6]
- Почесна грамота Національних зборів Республіки Білорусь (1999).[7]
- Звання «Герой Білорусі» (2001).[8]
- Звання «Почесний громадянин міста Несвіжа» (2002).[9]

## Пам'ять
- На могилі Михайла Олександровича Карчміта встановлено пам'ятник.
- На адміністративній будівлі агрокомбінату «Снов» встановлена меморіальна дошка Михайлу Олександровичу Карчміту.
- Сосновська середня школа Несвізького району перейменована в школу імені Карчміта.
- Вулиця Карла Маркса в селищі Снов, на якій жив Герой Білорусі, перейменована у вулицю Михайла Олександровича Карчміта.[10]
- Про діяльність Михайла Олександровича знятий документальний фільм «Хазяїн».